# Selección Nacional de Balompié Mexicano
La Selección Masculina de Balompié de México  es el equipo formado por jugadores de nacionalidad mexicana que representa a la Asociación Nacional de Balompié Mexicano (ANBM) en las competiciones organizadas por la Confederación de Asociaciones Independientes de Fútbol (ConIFA) y la World Unity Football Alliance (WUFA). 

## Origen
Durante una entrevista a diversos medios, el presidente de la Asociación Nacional de Balompié Mexicano Víctor Montiel anuncio la creación de una selección nacional independiente, la cual se diferenciaría de la ya existente afiliada a la FIFA, la cual contaría con jugadores tanto de la Liga de Balompié Mexicano como de la Segunda División de Balompié Mexicano siendo esta afiliada a la ConIFA para así poder jugar todos los torneos internacionales de dicha confederación.
Luego de más de un año de aquella mención, se hizo oficial la creación de la misma é hizo su presentación oficial el 17 de noviembre de 2022, donde estuvieron presentes el presidente de la Asociación Nacional de Balompié Mexicano Víctor Montiel, el presidente de la Liga de Balompié Mexicano Carlos Briones, presentando a Omar Arellano Nuño como el seleccionador del equipo, aunque sin descuidar su trabajo como entrenador de Chapulineros de Oaxaca.
Su primer encuentro fue el 27 de noviembre de 2022 en el Estadio Tecnológico de Oaxaca, empatando a 2 goles ante el Deportivo Aragón aunque perdieron 5-4 en penales, César Villaluz fue el primer anotador de dicha selección.

## Historia

### Copa América 2022
A través de un comunicado la Asociación Nacional de Balompié Mexicano reveló que formarían parte de la Copa América de Fútbol de ConIFA a realizarse en Argentina "La ANBM alza la mano y se complace en compartir con toda la afición y medio de comunicación que se ha iniciado el proceso para la participación en la Copa América ConIFA, Como institución estamos entusiasmados con lo que podría ser el comienzo de un brillante futuro para este deporte, así como de las futuras estrellas que estarían conformando la próxima selección ANBM, Próximamente, ConIFA Sudamérica estará dando a conocer en conjunto con la ANBM el veredicto sobre la posible participación en este torneo, por lo cual solicitamos a toda la afición estar al pendiente de las redes sociales de la asociación para no perder detalle de esta gran evento",Posteriormente con un cambio de sede la copa terminaría realizándose en Chile ante lo cual la ANBM terminaría declinando su participación.

### Copa Norteamérica 2023
A través de un comunicado la Asociación Nacional de Balompié Mexicano reveló que serían organizadores de la primera Copa Norteamérica de Fútbol de ConIFA  "La Asociación Nacional de Balompié Mexicano se complace en compartir con toda la afición y medios de comunicación que oficialmente organizaremos, participaremos y seremos sede en la Copa Norteamérica de CONIFA", la cual tendría fecha del 10 al 16 de septiembre de 2023, posteriormente se pospuso su realización hasta nuevo aviso. 

### Candidatura del Mundial 2024
A principios de 2022 empezó el rumor que de la conIFA tenía las intenciones de realizar el mundial 2024 en tierras Aztecas al final no obtuvo los votos suficientes para obtener la candidatura y el mundial terminará realizándose en el país de Kurdistán.

## Instalaciones

### Estadio Tecnológico de Oaxaca
El primer partido de la selección en dicho inmueble fue en un duelo amistoso el 27 de noviembre de 2022 ante el Deportivo Aragón empatando a 2 goles aunque perderían 5-4 en penales, Fue diseñado por arquitectos de Empresas ICA y cuenta con capacidad para 25 000 espectadores.

## Uniforme y escudo

### Equipaciones
| Primera | Segunda | Tercera |

## Rivalidad
Irónicamente tiende a compararse con la Selección de fútbol de México al ser estas de la misma disciplina, pero en distintos ámbitos (FIFA), (ConIFA) esto generado por la rivalidad entre la Liga MX y la Liga de Balompié Mexicano.

## Jugadores

### Última convocatoria
Lista de 20 jugadores convocados para los partidos amistosos contra la Selección Cristiana de México y al equipo de Inter Fútbol Club en abril de 2023.
- Notas:
  - Datos de goles y partidos actualizados al último encuentro disputado el 10 de abril del 2023
  - Los clubes de los jugadores corresponden a los de su registro vigente al momento de presentarse la convocatoria.

| N.º               | Nombre               | Posición      | Edad    | Club                   |
| ----------------- | -------------------- | ------------- | ------- | ---------------------- |
| Bandera de México | Isaác Robles         | Portero       | 32 años | Chapulineros de Oaxaca |
| Bandera de México | Alain Rashiv Estrada | Portero       | 33 años | Neza FC                |
| Bandera de México | Henri Canseco        | Portero       | 29 años | Cóndor FC              |
| Bandera de México | Yoset Gerónimo       | Defensa       | 32 años | Neza FC                |
| Bandera de México | Samuel López Aguilar | Defensa       | 32 años | Neza FC                |
| Bandera de México | Abraham Isaí         | Defensa       | 25 años | Cóndor FC              |
| Bandera de México | Francisco Torres     | Defensa       | 28 años | Cóndor FC              |
| Bandera de México | Carlos Gutiérrez     | Defensa       | 35 años | Chapulineros de Oaxaca |
| Bandera de México | Richard Ruíz         | Defensa       | 39 años | Chapulineros de Oaxaca |
| Bandera de México | David Israel Ávalos  | Defensa       | 29 años | Chapulineros de Oaxaca |
| Bandera de México | Donato Estala        | Mediocampista | 32 años | Chapulineros de Oaxaca |
| Bandera de México | Uziel Macías         | Mediocampista | 27 años | Neza FC                |
| Bandera de México | Hugo Ortiz           | Medicampista  | 24 años | Inter Fútbol Club      |
| Bandera de México | Edgardo Grajales     | Medicampista  | 28 años | Cóndor FC              |
| Bandera de México | Milton Lemus         | Mediocampista | 31 años | Neza FC                |
| Bandera de México | Jesús Terrazas       | Mediocampista | 26 años | Neza FC                |
| Bandera de México | Víctor Lojero        | Delantero     | 40 años | Chapulineros de Oaxaca |
| Bandera de México | Vicente Morales      | Delantero     | 23 años | Neza FC                |
| Bandera de México | Jorge Luis Padilla   | Delantero     | 27 años | Cóndor FC              |
| Bandera de México | Omar Arellano        | Delantero     | 37 años | Chapulineros de Oaxaca |
| Bandera de México | Jesús López Meneses  | Entrenador    |         |                        |

## Seleccionadores
El primer entrenador que tomó la dirección técnica en la historia esta Selección fue el mexicano Omar Arellano quien asumió la dirección técnica el 17 de noviembre del 2022. 
A lo largo de su historia, la Selección Nacional de Balompié Mexicano ha sido sido dirigida por 3 entrenadores, los cuales han sido de nacionalidad mexicana (Omar Arellano, Mario Rodríguez Moreno y Jesús López Meneses).

## Resultados

### Partidos
| Fecha      | Estadio                       | Lugar                    | Rival                         | Resultado   |
| ---------- | ----------------------------- | ------------------------ | ----------------------------- | ----------- |
| 27/11/2022 | Estadio Tecnológico de Oaxaca | Oaxaca, México           | Deportivo Aragón              | 2 (4)-(5) 2 |
| 8/04/2023  | Estadio "ANTORCHA"            | Estado de México, México | Selección Cristiana de México | 6-0         |
| 8/04/2023  | Estadio "ANTORCHA"            | Estado de México, México | Inter Fútbol Club             | 2-0         |
| 6/09/2023  | Estadio "Ciudad Deportiva"    | Estado de México, México | Universidad Anáhuac México    | 2-0         |
| 19/09/2023 | Independiente MRCI            | Oaxaca, México           | Guardia Nacional de México    | 6-1         |
| 20/03/2024 | Estadio Banorte               | Monterrey, México        | Tecnológico de Monterrey      | 5-0         |
| 20/04/2024 | Independiente MRCI            | Oaxaca, México           | Selección LPF                 | 26-0        |

## Estadísticas

### Copa Mundial de Fútbol de ConIFA
| Año   | Posición     | PJ           | PG           | PE           | PP           | GF           | GC           |
| 2025  | A disputarse | A disputarse | A disputarse | A disputarse | A disputarse | A disputarse | A disputarse |
| ----- | ------------ | ------------ | ------------ | ------------ | ------------ | ------------ | ------------ |
| Total | 0            | 0            | 0            | 0            | 0            | 0            | 0            |

### Copa Norteamérica de Fútbol de ConIFA
| Año   | Posición     | PJ           | PG           | PE           | PP           | GF           | GC           |
| 2023  | Cancelado    | Cancelado    | Cancelado    | Cancelado    | Cancelado    | Cancelado    | Cancelado    |
| 2025  | A disputarse | A disputarse | A disputarse | A disputarse | A disputarse | A disputarse | A disputarse |
| ----- | ------------ | ------------ | ------------ | ------------ | ------------ | ------------ | ------------ |
| Total | 0            | 0            | 0            | 0            | 0            | 0            | 0            |

### Copa América de Fútbol de ConIFA
| Año   | Posición     | PJ           | PG           | PE           | PP           | GF           | GC           |
| 2022  | No participó | No participó | No participó | No participó | No participó | No participó | No participó |
| ----- | ------------ | ------------ | ------------ | ------------ | ------------ | ------------ | ------------ |
| Total | 0            | 0            | 0            | 0            | 0            | 0            | 0            |

### Simbología
| - Campeón - Subcampeón - Tercer lugar - Cuarto lugar | - A disputarse - No participó - Cancelado - Fase de grupos / No clasificó - Sede |

## Palmarés

### Títulos oficiales absolutos
| Competición                           | Campeón   | Subcampeón         | Tercer lugar       | Cuarto lugar       |                    |
| ------------------------------------- | --------- | ------------------ | ------------------ | ------------------ | ------------------ |
| Copa Mundial de Fútbol de ConIFA      |           |                    |                    |                    |                    |
| Copa Norteamérica de Fútbol de ConIFA |           |                    |                    |                    |                    |
| Copa América de Fútbol de ConIFA      |           |                    |                    |                    |                    |
| Total                                 | 0 títulos | Selección absoluta | Selección absoluta | Selección absoluta | Selección absoluta |

## Categorías inferiores

### Selección Nacional de Balompié Mexicano sub-21
El  16 de junio de 2023 se dio a conocer la creación de la Selección Nacional de Balompié Mexicano sub-21 a través de un comunicado en el cual se anunciaban distintas reformas en las ligas además de la ya menciona Selección sub-21 

## Palmarés categorías inferiores

### Palmarés juveniles

#### Selecciones juveniles
| Competición | Campeón   | Subcampeón            | Tercer lugar          | Cuarto lugar          | Selección             |
| ----------- | --------- | --------------------- | --------------------- | --------------------- | --------------------- |
|             |           |                       |                       |                       |                       |
| Total       | 0 títulos | Selecciones juveniles | Selecciones juveniles | Selecciones juveniles | Selecciones juveniles |

## Ranking ConIFA

### Clasificación mundial de ConIFA
La clasificación mundial de ConIFA se decide por una serie de elementos. Se toman en cuenta tanto los partidos contra miembros de ConIFA tanto como los partidos de miembros no afiliados a ConIFA.
- Actualizado al 1 de enero de 2020.[8]

| #  | Equipo                              | Puntos |    | #                   | Equipo | Puntos |
| -- | ----------------------------------- | ------ | -- | ------------------- | ------ | ------ |
| 1  | República Turca del Norte de Chipre | 1548   | 18 | Coreanos en Japón   | 1301   |        |
| 2  | Rutenia Subcarpática                | 1540   | 19 | Laponia             | 1293   |        |
| 3  | Kurdistán                           | 1499   | 20 | Cornualles          | 1253   |        |
| 4  | Parroquias de Jersey                | 1470   | 21 | País Sículo         | 1248   |        |
| 5  | Artsaj                              | 1453   | 22 | Cabilia             | 1231   |        |
| 6  | Osetia del Sur                      | 1438   | 23 | Ellan Vannin        | 1194   |        |
| 7  | Abjasia                             | 1433   | 24 | Turquestán Oriental | 1192   |        |
| 8  | Panjab                              | 1424   | 25 | Cerdeña             | 1178   |        |
| 9  | Padania                             | 1400   | 26 | Somalilandia        | 1175   |        |
| 10 | Matabelelandia                      | 1394   | 27 | Mariya              | 1167   |        |
| 11 | Cascadia                            | 1388   | 28 | Barāwe              | 1142   |        |
| 12 | Yorkshire                           | 1379   | 29 | Recia               | 1133   |        |
| 13 | RP de Lugansk                       | 1375   | 30 | Tíbet               | 1128   |        |
| 14 | Cameria                             | 1363   | 31 | Papúa Occidental    | 1110   |        |
| 15 | Armenia Occidental                  | 1332   | 32 | Islas Chagos        | 1069   |        |
| 16 | Tamil Eelam                         | 1326   | 33 | Darfur              | 1022   |        |
| 17 | RP de Donetsk                       | 1311   | 34 | Tuvalu              | 969    |        |

### Clasificación mundial de ConIFA Femenil
- Actualizado al 16 de julio de 2022.

| # | Equipo                              | Puntos |
| - | ----------------------------------- | ------ |
| 1 | FA Sápmi                            | TBD    |
| 2 | República Turca del Norte de Chipre | TBD    |
| 3 | Tíbet                               | TBD    |

### Miembros pendientes de clasificación ConIFA
- Actualizado.

| # | Equipo                                  | Puntos |   | #         | Equipo | Puntos |
| - | --------------------------------------- | ------ | - | --------- | ------ | ------ |
| 1 | Selección Nacional de Balompié Mexicano | TBD    | 2 | Kuskatan  | TBD    |        |
| 3 | Pakistán All Stars                      | TBD    | 4 | Maule Sur | TBD    |        |

## Categoría Femenil

### Selección Nacional de Balompié Mexicano Femenil
El  25 de octubre de 2023 se dio a conocer la creación de la Liga de Balompié Mexicano
Femenil primera medida para la creación de la Selección Nacional de Balompié Mexicano Femenil, la cual se dio a conocer el 30 de diciembre de 2023 mediante un comunicado. 

## Palmarés Femenil

#### Títulos oficiales femeniles
| Competición                               | Campeón   | Subcampeón        | Tercer lugar      | Cuarto lugar      |                   |
| ----------------------------------------- | --------- | ----------------- | ----------------- | ----------------- | ----------------- |
| Copa Mundial Femenina de Fútbol de ConIFA |           |                   |                   |                   |                   |
| Total                                     | 0 títulos | Seleccion Femenil | Seleccion Femenil | Seleccion Femenil | Seleccion Femenil |